# Proporczykowiec złotopręgi
Proporczykowiec złotopręgi (Callopanchax occidentalis) – gatunek słodkowodnej ryby karpieńcokształtnej z rodziny Nothobranchiidae. Występuje w Sierra Leone i Liberii. Osiąga do 8 cm długości. Jest trudny do utrzymania w akwarium. Żyje w wodzie o temperaturze 20–24 °C i pH 6,3–7,0.